# Scabricola parkinsoni
Scabricola parkinsoni is een slakkensoort uit de familie van de Mitridae. De wetenschappelijke naam van de soort is voor het eerst geldig gepubliceerd in 2005 door Salisbury & Wolff.